# Ноденс
Ноденс (Володар великої безодні або Нуаду Срібної руки) — це вигаданий персонаж Міфів Ктулху. Придуманий Говардом Лавкрафтом на основі кельтського божества Нуаду, вперше з'явилася в оповіданні «Таємничий будинок у туманній височині» (1926).

## Опис
Ноденс є одним з Старших Богів і виглядає як старий чоловік з білим волоссям і сивою бородою. Він часто їздить в колісниці, виготовленій з величезної мушлі, запряженої міфічними істотами. Ноденсу служать створіння, які називаються Нічвидами (Nightgaunts).
Улюбленим заняттям Ноденса є полювання. Він віддає перевагу полюванню на слуг Великих Древніх або Ньярлатотепа, тому що вони, як правило, розумніші за інших і тому є важчою, цікавішою здобиччю, а не заради захисту людей, на яких ті нападають. Він, однак, може свідомо допомагати людям, наприклад, він дає поради, щоб допомогти Рендольфу Картеру, коли той потрапляє в пастку Ньярлатотепа в повісті «Сновидні пошуки незвіданого Кадата»:
|  | ...І старий Ноденс тріумфально закричав, коли Ньярлатотепа, що підібрався вже геть упритул, раптом спинило жевриво світанку, що розвіяло його безформні жахи на сірий пил... |

## Бібілографія
- Leiber, Fritz (2001). "A Literary Copernicus". In Schweitzer, Darrell (ed.). Discovering H.P. Lovecraft. Holicong, Pennsylvania: Wildside Press. pp. 7–16. ISBN 1-58715-470-6.